# Mărășești
Mărășești (pronunciat en romanès com a: [mərəˈʃeʃtʲ]) és una petita ciutat del comtat de Vrancea, a l'oest de Moldàvia (Romania). Es troba a 20 quilòmetres al nord de Focșani. Es troba a una altitud de 58 msnm a 209 km de la capital, Bucarest. Administra sis poblets: Călimănești, Haret, Modruzeni, Pădureni, Siretu i Tișița. Segons estimació del 2012, la ciutat tenia 13.416 habitants.

## Història

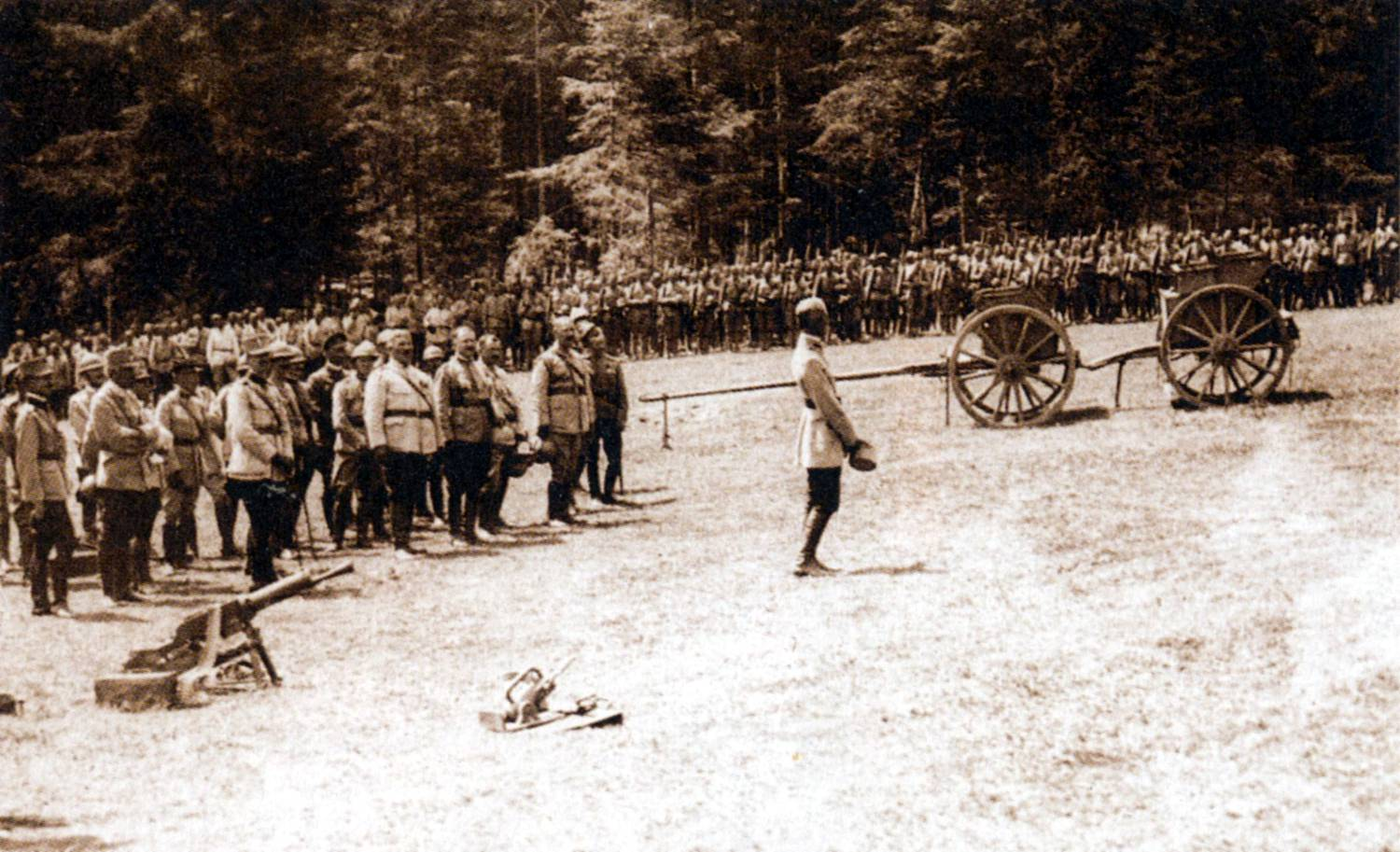
Les tropes romaneses a Mărășești el 1917, durant la Primera Guerra Mundial

El rei Milà I de Sèrbia va néixer a Mărăşeşti el 22 d'agost de 1854.
El 1917 durant la Primera Guerra Mundial, la batalla de Mărăşeşti entre el Regne de Romania i l'Imperi alemany es va lliurar a prop de la ciutat. Va ser l'última gran batalla entre l'Imperi alemany i el Regne de Romania al front romanès durant la Primera Guerra Mundial. Es va construir un mausoleu que contenia les restes de 5.073 soldats romanesos per commemorar la victòria romanesa.